# Брзина
Брзина (енгл. velocity; SI ознака — {\displaystyle {\boldsymbol {\vec {v}}}}) је физичка величина која је једнака количнику пређеног пута и времена. Представља важан концепт у кинематици (једној од грана класичне механике), која описује само како се тела крећу, не разматрајући зашто, од. узрок кретања тела (чиме се бави динамика).
Брзина је векторска физичка величина: дефинисана је и интензитетом/јачином/магнитудом и смером. Апсолутна вредност брзине представља њену скаларну вредност, тј. интензитет; овај интензитет се назива тренутном путном брзином (енгл. instantaneous speed) — физичка величина чија је SI јединица метар у секунди (ознака: m/s или ). На пример, ако се каже само 5 метара у секунди добија се вредност скалара (не вектора), док 5 метара у секунди источно означава вектор.
Уколико постоји промена интензитета и/или смера брзине, за материјалну тачку које подлеже таквим променама се каже да је подвргнута убрзању и да се креће неравномерно (неравномерном/променљивом брзином).

## Терминологија
Појам брзина у најширем смислу означава промену неке величине у јединици времена. У ужем смислу (у физици), брзина је први извод вектора положаја материјалне тачке по времену. Дакле, ако се не нагласи тачно о којој величини се ради, подразумева се да је у питању физичка величина.
Међутим, појам брзине може да се дефинише за сваку промену током времена и тада треба да се нагласи на који се процес — или величину — посматрана брзина односи. На пример: брзина хемијске реакције означава колико се мења концентрација реактаната или продуката у јединици времена; брзина радиоактивног распада (нпр. алфа-распад) означава колики се број атомских језгара распадне у јединици времена итд.
Када се у физици каже само брзина (енгл. velocity) мисли се искључиво на тренутну брзину (енгл. instantaneous velocity), док се за саму тренутну брзину, те средњу брзину (енгл. average velocity), тренутну путну брзину (енгл. instantaneous speed), средњу путну брзину (енгл. average speed) и др. морају користити пуни називи како би се ти појмови са апсолутно различитим значењима разликовали. У колоквијалном говору се за претходно споменуте називе углавном каже само — брзина, или се исти погрешно користе као синоними (слично као и са појмовима маса и тежина).

## Константна брзина
Материјална тачка се на временском интервалу {\displaystyle \Delta t=\left[t_{1},t_{2}\right]} креће константном брзином {\displaystyle {\boldsymbol {v_{const.}}}} уколико се нити интензитет нити смер те брзине током интервала, од. између тренутака {\displaystyle t_{1}} и {\displaystyle t_{2}}, не мењају, тј. уколико се „креће тренутном брзином” која је за све тренутке интервала једнака (има исти интензитет и смер).

### Константна брзина или убрзање
Да би тело у одређеном временском интервалу имало константну брзину, мора имати константну тренутну путну брзину и кретати се у константном смеру. Константан смер условљава тело на праволинијско кретање (тело не скреће, креће се по једном правцу). Тиме се тело у одређеном временском интервалу креће константном брзином само ако је у том интервалу кретање по правој линији и ако се тренутна путна брзина током интервала не мења (једнака је средњој путној брзини).
На пример, аутомобил који се креће „константном брзином” од 20 km на сат по кружној путањи може да има константну само тренутну путну брзину (једнаку средњој путној брзини), али не и тренутну брзину, јер се смер кретања током обиласка кружнице мења (и то константно). Тиме се може закључити да се аутомобил у ствари не креће константном брзином већ је подвргнут убрзању (центрипетално убрзање) иако је тренутна путна брзина током кретања била константна.

## Тренутна брзина и тренутна путна брзина

### Тренутна брзина
Тренутна брзина {\displaystyle {\boldsymbol {\vec {v}}}} је средња брзина током бесконачно малог временског интервала. Једнака је првом изводу вектора положаја (не вектора помераја) материјалне тачке по времену:
{\displaystyle {\boldsymbol {\vec {v}}}={\frac {d{\boldsymbol {\vec {r}}}}{d{\mathit {t}}}},}
где је {\displaystyle {\boldsymbol {\vec {v}}}} тренутна брзина у тренутку {\displaystyle {\mathit {t}}} и {\displaystyle {\boldsymbol {\vec {r}}}} вектор положаја материјалне тачке у том истом тренутку. Ова релација дефинише тренутну брзину материјалне тачке, честице, или тела, у било којем одређеном тренутку. Како се концепт тренутне брзине на први поглед чини помало неинтуитивним, најбоље га је разумети тако да означава брзину којом би се материјална тачка које убрзава наставила кретати уколико joj брзина у одређеном тренутку постане константна.

### Тренутна путна брзина
Тренутна путна брзина (веома ретко у употреби) {\displaystyle {\boldsymbol {v}}_{pt.}} је једнака апсолутној вредности, од. интензитету тренутне брзине (првог извода вектора положаја по времену), зато што пређени пут и интензитет вектора помераја (када исти теже у нулу) постају једнаки:
{\displaystyle {\boldsymbol {v}}_{pt.}=\left|{\boldsymbol {\vec {v}}}\,\right\vert =\left|{\frac {d{\boldsymbol {\vec {r}}}}{d{\mathit {t}}}}\right\vert ={\frac {d}{d{\mathit {t}}}}\left[{\frac {\boldsymbol {\vec {r}}}{\hat {r}}}\right]={\frac {d{\boldsymbol {r}}}{d{\mathit {t}}}}.}
Тренутна путна брзина се може сматрати нагибом/градијентом тангенте на параболу графика зависности положаја тела од времена (r-t график):
{\displaystyle {\boldsymbol {v}}_{pt.}=\lim _{\Delta t\to 0}{\Delta {\boldsymbol {r}} \over \Delta t}.}
Како је коефицијент {\displaystyle k_{f(x)}} нагиба тангенте на график функције {\displaystyle f(x)} нултог или првог степена (линеарне функције) — на линију — нагиб те линије, исти се може посматрати и као нагиб дужи ограничене двема тачкама координата ({\displaystyle x_{1}}, {\displaystyle f(x_{1})}) и
({\displaystyle x_{2}}, {\displaystyle f(x_{2})}), и једнак је:
{\displaystyle k_{f(x)}={\frac {f(x_{2})-f(x_{1})}{x_{2}-x_{1}}},}
тако је коефицијент {\displaystyle l_{f'(x)}} нагиба тангенте на график функције {\displaystyle f'(x)} другог или вишег степена (квадратне, кубне и др. функције) — на параболу — у тачки координата ({\displaystyle x}, {\displaystyle f'(x)}) једнак:
{\displaystyle l_{f'(x)}=\lim _{\Delta x\to 0}{f'(x+\Delta x)-f'(x) \over \Delta x}.}
Ако се за пример узме функција {\displaystyle r(t)=t^{3}+2t} нагиб {\displaystyle l_{r(t)}} би био:
{\displaystyle l_{r(t)}=\lim _{\Delta t\to 0}{(t+\Delta t)^{3}+2(t+\Delta t)-(t^{3}+2t) \over \Delta t}}
{\displaystyle l_{r(t)}=\lim _{\Delta t\to 0}{t^{3}+3t^{2}\Delta t+3t{\Delta t}^{2}+{\Delta t}^{3}+2t+2\Delta t-t^{3}-2t \over \Delta t}}
{\displaystyle l_{r(t)}=\lim _{\Delta t\to 0}{3t^{2}\Delta t+3t{\Delta t}^{2}+{\Delta t}^{3}+2\Delta t \over \Delta t}}
{\displaystyle l_{r(t)}=\lim _{\Delta t\to 0}{3t^{2}+3t\Delta t+{\Delta t}^{2}+2}}
{\displaystyle l_{r(t)}=3t^{2}+2.}
Добијено решење {\displaystyle l_{r(t)}=3t^{2}+2} је у ствари тренутна путна брзина тела (не узимајући у обзир мерне јединице) чији се положај у зависности од времена мења као {\displaystyle r(t)=t^{3}+2t}, у тренутку {\displaystyle t}, и представља извод функције положаја тог тела у зависности од времена управо по времену {\displaystyle t}, што би се — ако у обзир узмемо и мерне јединице — могло изразити као:
{\displaystyle v_{pt.}={\frac {d}{d{\mathit {t}}}}\left[r(t)\right]={\frac {d}{d{\mathit {t}}}}\left[t^{3}\,\mathrm {ms^{-3}} +2t\,\mathrm {ms^{-1}} \right]=3t^{2}\,\mathrm {ms^{-3}} +2\cdot 1t^{0}\,\mathrm {ms^{-1}} =3t^{2}\,\mathrm {ms^{-3}} +2\,\mathrm {ms^{-1}} =l_{r(t)}.}

#### Разлика између тренутне брзине и тренутне путне брзине
Тренутна путна брзина описује колико брзо тело мења свој положај у одређеном тренутку независно од смера кретања, док тренутна брзина описује колико брзо тело мења свој вектор положаја у одређеном тренутку (даје и смер у којем се промена вектора положаја дешава). Уколико се за аутомобл каже да у одређеном тренутку „путује 60 km/h”, тиме му је одређена само тренутна путна брзина. С друге стране, уколико се каже да аутомобил „путује 60 km/h према северу”, тада је дефинисана и тренутна брзина аутомобила и тренутна путна брзина.

## Средња брзина и средња путна брзина

### Средња брзина
Средња брзина {\displaystyle \langle {\boldsymbol {\vec {v}}}\rangle } је константна брзина којом би материјална тачка требало да се креће да би остварила исти вектор помераја као код кретања променљивом брзином, у одређеном (истом) временском интервалу. Једнака је количнику вектора помераја и протеклог времена за који је остварен:
{\displaystyle \langle {\boldsymbol {\vec {v}}}\rangle ={\frac {\Delta {\boldsymbol {\vec {r}}}}{\Delta t}}.}
Средња брзина на интервалу {\displaystyle \Delta t} се може сматрати тетивом између двеју тачака са x-координатама {\displaystyle t_{1}} и {\displaystyle t_{2}} које одређују границе интервала за који се средња брзина рачуна.
Битна ствар за нагласити је да се реч средња не меша са појмом средња вредност или просек, јер средња брзина {\displaystyle {\boldsymbol {\vec {v}}}_{\Delta t_{1}+\Delta t_{2}+\Delta t_{3}+\,\cdots \,+\Delta t_{n}}} на интервалу {\displaystyle \Delta t_{1}+\Delta t_{2}+\Delta t_{3}+\,\cdots \,+\Delta t_{n}} не означава средњу вредност средње брзине {\displaystyle {\boldsymbol {v}}_{sr._{\Delta t_{1}+\Delta t_{2}+\Delta t_{3}+\,\cdots \,+\Delta t_{n}}}} (просечну средњу брзину) са  временских интервала, већ означава количник резултујућег вектора помераја {\displaystyle {\boldsymbol {\vec {r}}}_{\Delta t_{1}+\Delta t_{2}+\Delta t_{3}+\,\cdots \,+\Delta t_{n}}} (на  претходно споменутих интервала) и једног временског интервала {\displaystyle \Delta t_{u}} (који би представљао збир свих претходно споменутих  интервала). До забуне може доћи уколико се уместо назива средња брзина користи назив брзина; тада би средња вредност средње брзине (просечна средња брзина) имала назив средња брзина (или просечна брзина):
{\displaystyle {\boldsymbol {\vec {v}}}_{sr._{\Delta t_{1}+\Delta t_{2}+\Delta t_{3}+\,\cdots \,+\Delta t_{n}}}={\frac {{\boldsymbol {\vec {v}}}_{\Delta t_{1}}+{\boldsymbol {\vec {v}}}_{\Delta t_{2}}+{\boldsymbol {\vec {v}}}_{\Delta t_{3}}+\,\cdots \,+{\boldsymbol {\vec {v}}}_{\Delta t_{n}}}{n}}={\frac {{\frac {{\boldsymbol {\vec {r}}}_{\Delta t_{1}}}{\Delta t_{1}}}+{\frac {{\boldsymbol {\vec {r}}}_{\Delta t_{2}}}{\Delta t_{2}}}+{\frac {{\boldsymbol {\vec {r}}}_{\Delta t_{3}}}{\Delta t_{3}}}+\,\cdots \,+{\frac {{\boldsymbol {\vec {r}}}_{\Delta t_{n}}}{\Delta t_{n}}}}{n}}}
{\displaystyle {\boldsymbol {\vec {v}}}_{\Delta t_{1}+\Delta t_{2}+\Delta t_{3}+\,\cdots \,+\Delta t_{n}}={\frac {{\boldsymbol {\vec {r}}}_{\Delta t_{1}+\Delta t_{2}+\Delta t_{3}+\,\cdots \,+\Delta t_{n}}}{\Delta t_{u}}}={\frac {{\boldsymbol {\vec {r}}}_{\Delta t_{1}}+{\boldsymbol {\vec {r}}}_{\Delta t_{2}}+{\boldsymbol {\vec {r}}}_{\Delta t_{3}}+\,\cdots \,+{\boldsymbol {\vec {r}}}_{\Delta t_{n}}}{\Delta t_{1}+\Delta t_{2}+\Delta t_{3}+\,\cdots \,+\Delta t_{n}}}}

### Средња путна брзина
Средња путна брзина (или, много чешће, само — путна брзина) {\displaystyle \langle {\boldsymbol {v}}\rangle _{pt.}} је константна брзина којом би материјална тачка требало да се креће да би прешла исти пут као код кретања променљивом брзином, у одређеном (истом) временском интервалу. Једнака је количнику укупног пређеног пута и протеклог времена за који је пређен:
{\displaystyle \langle {\boldsymbol {v}}\rangle _{pt.}={\frac {{\boldsymbol {s}}_{u}}{\Delta t}}.}

#### Разлика између средње брзине и средње путне брзине
Велика разлика између између средње брзине и средње путне брзине се може приметити ако се у обзир узме кретање по кружници. Уколико се тело креће по кружници променљивом тренутном путном брзином (тиме је, аутоматски, условљена и променљива тренутна брзина (која је код кретања по кружници увек променљива, што не мора значити да је истина и за тренутну путну брзину, која може бити константна уколико је једнака средњој путној брзини (уколико је тангенцијално убрзање једнако 0), и која представља интензитет тренутне брзине — скалар је)), те након одређеног временског интервала — након што направи један обртај — врати у свој почетни положај његова средња брзина на том интервалу је једнака нули (средња брзина означава којом константном брзином (и у којем смеру) би се тело требало кретати да оствари исти вектор помераја као код кретања променљивом брзином, на одређеном (истом) временском интервалу), док се средња путна брзина тела можа наћи дељењем обима круга (укупног пређеног пута) са дужином временског интервала (протеклим временом потребним да се укупни пут пређе). Ово је тачно зато што се средња брзина рачуна узимајући у обзир разлику између крајњег и почетног вектора положаја и укупно време потребно за промену тог положаја, док се за средњу путну брзину узима укупни пређени пут и потребно време да се тај пут пређе.
Средња брзина је по интензитету увек мања или једнака средњој путној брзини тела. Ово се може устврдити схватањем да док се пређени пут увек стриктно повећава, вектор помераја се може или повећавати или смањивати.
Битна ствар за нагласити је да се реч средња не меша са појмом средња вредност или просек, јер средња путна брзина {\displaystyle \langle {\boldsymbol {v}}\rangle _{pt._{\Delta t_{1}+\Delta t_{2}+\Delta t_{3}+\,\cdots \,+\Delta t_{n}}}} на интервалу {\displaystyle \Delta t_{1}+\Delta t_{2}+\Delta t_{3}+\,\cdots \,+\Delta t_{n}} не означава средњу вредност средње путне брзине {\displaystyle \langle {\boldsymbol {v}}\rangle _{pt.\,sr._{\Delta t_{1}+\Delta t_{2}+\Delta t_{3}+\,\cdots \,+\Delta t_{n}}}} (просечну средњу путну брзину) са  временских интервала, већ означава количник укупног пређеног пута {\displaystyle {\boldsymbol {s}}_{u_{\Delta t_{1}+\Delta t_{2}+\Delta t_{3}+\,\cdots \,+\Delta t_{n}}}} (на  претходно споменутих интервала) и једног временског интервала {\displaystyle \Delta t_{u}} (који би представљао збир свих претходно споменутих  интервала). До забуне може доћи уколико се уместо назива средња путна брзина користи назив путна брзина; тада би средња вредност средње путне брзине (просечна средња путна брзина) имала назив средња путна брзина (или просечна путна брзина):
{\displaystyle \langle {\boldsymbol {v}}\rangle _{pt.\,sr._{\Delta t_{1}+\Delta t_{2}+\Delta t_{3}+\,\cdots \,+\Delta t_{n}}}={\frac {\langle {\boldsymbol {v}}\rangle _{pt._{\Delta t_{1}}}+\langle {\boldsymbol {v}}\rangle _{pt._{\Delta t_{2}}}+\langle {\boldsymbol {v}}\rangle _{pt._{\Delta t_{3}}}+\,\cdots \,\langle {\boldsymbol {v}}\rangle _{pt._{\Delta t_{n}}}}{n}}={\frac {{\frac {{\boldsymbol {s}}_{u_{\Delta t_{1}}}}{\Delta t_{1}}}+{\frac {{\boldsymbol {s}}_{u_{\Delta t_{2}}}}{\Delta t_{2}}}+{\frac {{\boldsymbol {s}}_{u_{\Delta t_{3}}}}{\Delta t_{3}}}+\,\cdots \,+{\frac {{\boldsymbol {s}}_{u_{\Delta t_{n}}}}{\Delta t_{n}}}}{n}}}
{\displaystyle \langle {\boldsymbol {v}}\rangle _{pt._{\Delta t_{1}+\Delta t_{2}+\Delta t_{3}+\,\cdots \,+\Delta t_{n}}}={\frac {{\boldsymbol {s}}_{u_{\Delta t_{1}+\Delta t_{2}+\Delta t_{3}+\,\cdots \,+\Delta t_{n}}}}{\Delta t_{u}}}={\frac {{\boldsymbol {s}}_{u_{\Delta t_{1}}}+{\boldsymbol {s}}_{u_{\Delta t_{2}}}+{\boldsymbol {s}}_{u_{\Delta t_{3}}}+\,\cdots \,+{\boldsymbol {s}}_{u_{\Delta t_{n}}}}{\Delta t_{1}+\Delta t_{2}+\Delta t_{3}+\,\cdots \,+\Delta t_{n}}}}

## Једначине кретања

### Константно убрзање
У посебним случајевима са константним убрзањем, тренутна брзина {\displaystyle {\boldsymbol {{\vec {v}}_{(t)}}}} се може рачунати једначинама кретања. Узимајући {\displaystyle {\boldsymbol {\vec {a}}}} за убрзање једнако неком произвољном константном вектору и {\displaystyle {\boldsymbol {{\vec {v}}_{0}}}} за почетну брзину кретања у тренутку {\displaystyle t_{0}=0} зависност тренутне брзине од времена {\displaystyle t} је дата као:
{\displaystyle {\boldsymbol {{\vec {v}}_{(t)}}}={\boldsymbol {{\vec {v}}_{0}}}+{\boldsymbol {\vec {a}}}\cdot t.}
Комбиновањем ове једначине са општом једначином зависности вектора помераја тела од времена (уврштавајући {\displaystyle {\boldsymbol {\vec {a}}}={\frac {{\boldsymbol {{\vec {v}}_{(t)}}}-{\boldsymbol {{\vec {v}}_{0}}}}{t}}} из претходне једначине у исту):
{\displaystyle {\boldsymbol {{\vec {r}}_{(t)}}}={\boldsymbol {{\vec {r}}_{0}}}+{\boldsymbol {{\vec {v}}_{0}}}\cdot t+{\frac {{\boldsymbol {\vec {a}}}\cdot t^{2}}{2}}}
могуће је повезати вектор помераја и srednju брзину као:
{\displaystyle \Delta {\boldsymbol {{\vec {r}}_{(t)}}}={\frac {{\boldsymbol {{\vec {v}}_{(t)}}}+{\boldsymbol {{\vec {v}}_{0}}}}{2}}\cdot t=\langle {\boldsymbol {\vec {v}}}\,\rangle \cdot {t},}
која је у овом случају једнака средњој вредности средње брзине (просеку средње брзине), од. средњој вредности (просеку) почетне и крајње брзине.
Такође је могуће извести израз за брзину директно независан о времену и познат под именом Торичелијева једначина:
{\displaystyle {\boldsymbol {{\vec {v}}_{(t)}}}^{2}={\boldsymbol {{\vec {v}}_{(t)}}}\cdot {\boldsymbol {{\vec {v}}_{(t)}}}=({\boldsymbol {{\vec {v}}_{0}}}+{\boldsymbol {\vec {a}}}\cdot t)\cdot ({\boldsymbol {{\vec {v}}_{0}}}+{\boldsymbol {\vec {a}}}\cdot t)={\boldsymbol {{\vec {v}}_{0}}}^{2}+2\cdot t\cdot ({\boldsymbol {\vec {a}}}\cdot {\boldsymbol {{\vec {v}}_{0}}})+{\boldsymbol {\vec {a}}}\,^{2}\cdot t^{2}\ \ \ \Rightarrow \ \ \ {\boldsymbol {{\vec {v}}_{(t)}}}^{2}-\,{\boldsymbol {{\vec {v}}_{0}}}^{2}=2\cdot t\cdot ({\boldsymbol {\vec {a}}}\cdot {\boldsymbol {{\vec {v}}_{0}}})+{\boldsymbol {\vec {a}}}\,^{2}\cdot t^{2}}
{\displaystyle (2{\boldsymbol {\vec {a}}})\cdot \Delta {\boldsymbol {{\vec {r}}_{(t)}}}=(2{\boldsymbol {\vec {a}}})\cdot ({\boldsymbol {{\vec {v}}_{0}}}\cdot t+{\frac {{\boldsymbol {\vec {a}}}\cdot t^{2}}{2}})=2\cdot t\cdot ({\boldsymbol {\vec {a}}}\cdot {\boldsymbol {{\vec {v}}_{0}}})+{\boldsymbol {\vec {a}}}\,^{2}\cdot t^{2}={\boldsymbol {{\vec {v}}_{(t)}}}^{2}-{\boldsymbol {{\vec {v}}_{0}}}^{2}}
{\displaystyle \therefore {\boldsymbol {{\vec {v}}_{(t)}}}^{2}={\boldsymbol {{\vec {v}}_{0}}}^{2}+2\cdot {\boldsymbol {\vec {a}}}\cdot \Delta {\boldsymbol {{\vec {r}}_{(t)}}}}
Ово се може урадити и на други начин узимајући {\displaystyle t={\frac {{\boldsymbol {{\vec {v}}_{(t)}}}-{\boldsymbol {{\vec {v}}_{0}}}}{\boldsymbol {\vec {a}}}}} из једначине зависности тренутне брзине од времена и уврштавањем истог у општу једначину зависности вектора помераја тела од времена:
{\displaystyle \Delta {\boldsymbol {{\vec {r}}_{(t)}}}={\boldsymbol {{\vec {v}}_{0}}}\cdot t+{\frac {{\boldsymbol {\vec {a}}}\cdot t^{2}}{2}}}
{\displaystyle \Delta {\boldsymbol {{\vec {r}}_{(t)}}}={\boldsymbol {{\vec {v}}_{0}}}\cdot {\frac {{\boldsymbol {{\vec {v}}_{(t)}}}-{\boldsymbol {{\vec {v}}_{0}}}}{\boldsymbol {\vec {a}}}}+{\frac {{\boldsymbol {\vec {a}}}\cdot \left({\frac {{\boldsymbol {{\vec {v}}_{(t)}}}-\,{\boldsymbol {{\vec {v}}_{0}}}}{\boldsymbol {\vec {a}}}}\right)^{2}}{2}}}
{\displaystyle \Delta {\boldsymbol {{\vec {r}}_{(t)}}}={\frac {{\boldsymbol {{\vec {v}}_{0}}}\cdot {\boldsymbol {{\vec {v}}_{(t)}}}}{\boldsymbol {\vec {a}}}}-{\frac {{\boldsymbol {{\vec {v}}_{0}}}\cdot {\boldsymbol {{\vec {v}}_{0}}}}{\boldsymbol {\vec {a}}}}+{\frac {{\boldsymbol {\vec {a}}}\cdot {\frac {\left({\boldsymbol {{\vec {v}}_{(t)}}}-\,{\boldsymbol {{\vec {v}}_{0}}}\right)^{2}}{{\boldsymbol {\vec {a}}}\,^{2}}}}{2}}}
{\displaystyle \Delta {\boldsymbol {{\vec {r}}_{(t)}}}={\frac {{\boldsymbol {{\vec {v}}_{0}}}\cdot {\boldsymbol {{\vec {v}}_{(t)}}}}{\boldsymbol {\vec {a}}}}-{\frac {{\boldsymbol {{\vec {v}}_{0}}}\cdot {\boldsymbol {{\vec {v}}_{0}}}}{\boldsymbol {\vec {a}}}}+{\frac {\frac {{\boldsymbol {{\vec {v}}_{(t)}}}\cdot {\boldsymbol {{\vec {v}}_{(t)}}}-\,2\cdot {\boldsymbol {{\vec {v}}_{(t)}}}\cdot {\boldsymbol {{\vec {v}}_{0}}}\,+\,{\boldsymbol {{\vec {v}}_{0}}}\cdot {\boldsymbol {{\vec {v}}_{0}}}}{\boldsymbol {\vec {a}}}}{2}}}
{\displaystyle \Delta {\boldsymbol {{\vec {r}}_{(t)}}}={\frac {2\cdot {\boldsymbol {{\vec {v}}_{0}}}\cdot {\boldsymbol {{\vec {v}}_{(t)}}}}{2\cdot {\boldsymbol {\vec {a}}}}}-{\frac {2\cdot {\boldsymbol {{\vec {v}}_{0}}}\cdot {\boldsymbol {{\vec {v}}_{0}}}}{2\cdot {\boldsymbol {\vec {a}}}}}+{\frac {{\boldsymbol {{\vec {v}}_{(t)}}}\cdot {\boldsymbol {{\vec {v}}_{(t)}}}}{2\cdot {\boldsymbol {\vec {a}}}}}-{\frac {2\cdot {\boldsymbol {{\vec {v}}_{(t)}}}\cdot {\boldsymbol {{\vec {v}}_{0}}}}{2\cdot {\boldsymbol {\vec {a}}}}}+{\frac {{\boldsymbol {{\vec {v}}_{0}}}\cdot {\boldsymbol {{\vec {v}}_{0}}}}{2\cdot {\boldsymbol {\vec {a}}}}}}
{\displaystyle \Delta {\boldsymbol {{\vec {r}}_{(t)}}}={\frac {{\boldsymbol {{\vec {v}}_{(t)}}}^{2}-{\boldsymbol {{\vec {v}}_{0}}}^{2}}{2\cdot {\boldsymbol {\vec {a}}}}}}
{\displaystyle {\boldsymbol {{\vec {v}}_{(t)}}}^{2}-{\boldsymbol {{\vec {v}}_{0}}}^{2}=2\cdot {\boldsymbol {\vec {a}}}\cdot \Delta {\boldsymbol {{\vec {r}}_{(t)}}}}
{\displaystyle \therefore {\boldsymbol {{\vec {v}}_{(t)}}}^{2}={\boldsymbol {{\vec {v}}_{0}}}^{2}+2\cdot {\boldsymbol {\vec {a}}}\cdot \Delta {\boldsymbol {{\vec {r}}_{(t)}}}}
Горње једначине су валидне и за класичну механику и за специјалну релативност. Оно где се класична механика и специјална релативност разликују је у томе како различити посматрачи описују једну ситуацију. Тачније, у класичној механици сви се посматрачи слажу у вредности времена и трансформацијским правилима везаним за положај што ствара ситуацију у којој сви не-убрзавајући посматрачи описују убрзање тела истом вредношћу. Ово је другачије у специјалној релативности. Другим речима, могуће је израчунати само релативну брзину.

## Величине зависне о брзини
Кинетичка енергија тела у покрету зависи од његове брзине као:
{\displaystyle {\boldsymbol {E_{k}}}={\frac {m\cdot {\boldsymbol {v}}^{2}}{2}},}
где је {\displaystyle {\boldsymbol {E_{k}}}} кинетичка енергија тела масе {\displaystyle m} када има брзину интензитета {\displaystyle {\boldsymbol {v}}}. Кинетичка енергија је скаларна величина јер зависи од квадрата брзине (тачкасти производ вектора, не векторски, који даје скаларну величину).
Такође везана величина импулс јесте вектор и дефинисана је као:
{\displaystyle {\boldsymbol {p}}=m\cdot {\boldsymbol {v}},}
где је {\displaystyle {\boldsymbol {p}}} импулс тела масе {\displaystyle m} када има брзину интензитета {\displaystyle {\boldsymbol {v}}}.
У специјалној релативности, бездимензиони Лоренцов фактор {\displaystyle {\boldsymbol {\gamma }}} се јавља доста често, и дат је изразом:
{\displaystyle {\boldsymbol {\gamma }}={\frac {1}{\sqrt {1-{\frac {{\boldsymbol {v}}^{2}}{c^{2}}}}}}}
где је {\displaystyle c} брзина светлости.
Друга космичка брзина је минимална брзина потребна балистичком телу да напусти масивно тело као што је Земља. Представља кинетичку енергију која, када се надода на гравитациону потенцијалну енергију тела (која је увек негативна) мора бити већа или једнака нули. Генерална формула за брзину ослобађања тела на удаљености {\displaystyle {\boldsymbol {r}}} од центра планета масе {\displaystyle M} је:
{\displaystyle {\boldsymbol {v_{2}}}={\sqrt {\frac {2\cdot G\cdot M}{\boldsymbol {r}}}},}
где је {\displaystyle G} гравитациона константа. Брзина ослобађања са површине Земље је око 11 100 .

## Релативна брзина
Релативна брзина је мера брзине кретања једног тела у односу на друго, одређена у једном координатном систему. Релативна брзина је један од темељних принципа и у класичној и у модерној физици, јер многи системи у физици се сусрећу са релативним кретањима двају или више тела. У класичној механици, релативна брзина је независна од одабира инерцијалног референтног система. Ово није случај и у специјалној релативности где брзине зависе о одабиру референтног система.
Ако се тело А креће брзином {\displaystyle {\boldsymbol {\vec {v}}}_{A}}, а тело B брзином {\displaystyle {\boldsymbol {\vec {v}}}_{B}}, брзина тела А у односу на брзину тела B (релативна брзина тела А и B) је дефинисана као разлика вектора ових двеју брзина:
{\displaystyle {\boldsymbol {\vec {v}}}_{AB}={\boldsymbol {\vec {v}}}_{A}-{\boldsymbol {\vec {v}}}_{B}.}
Слично, релативна брзина тела B које се креће брзином {\displaystyle {\boldsymbol {v}}_{B}} у односу на тело А које се креће брзином {\displaystyle {\boldsymbol {v}}_{A}} je:
{\displaystyle {\boldsymbol {\vec {v}}}_{BA}={\boldsymbol {\vec {v}}}_{B}-{\boldsymbol {\vec {v}}}_{A}.}
Најчешће се узима инерцијални систем у којем као да једно тело мирује, док се друго креће релативном брзином у односу на њега.

### Скалари
У једнодимензионалном случају, брзине се могу разматрати као скалари, а једначине кретања:
{\displaystyle {\boldsymbol {v}}_{rel}={\boldsymbol {v}}_{A}-\left(-{\boldsymbol {v}}_{B}\right),} ако се тела крећу у супротним смеровима, или:
{\displaystyle {\boldsymbol {v}}_{rel}={\boldsymbol {v}}_{A}-\left(+{\boldsymbol {v}}_{B}\right),} ако се тела крећу у истом смеру.

## Поларне координате
Код поларних координата, дводимензионална брзина се описује као радијална брзина, дефинисана као компонента брзине од исходишта или према исходишту (такође позната и као енгл. velocity made good) или угаона брзина која представља први извод вектора угаоног положаја тела по времену (са позитивним величинама за смер супротан смеру казаљки на сати, и негативним за смер једнак смеру казаљки на сати, у систему десног завртња).
Радијална и угаона брзина се могу извести из вектора брзине и вектора помераја у ДКС-у, растављањем вектора брзине на тангенцијалну и нормалну компоненту. Нормална брзина је компонента брзине дуж кружнице усмерена ка њеном центру.
Укупна брзина тела које се креће по кружници је:
{\displaystyle {\boldsymbol {\vec {v}}}={\boldsymbol {\vec {v}}}_{N}+{\boldsymbol {\vec {v}}}_{T},}
где је {\displaystyle {\boldsymbol {v}}_{N}} нормална брзина, a {\displaystyle {\boldsymbol {v}}_{T}} тангенцијална брзина.
Интензитет тангенцијалне брзине је тачкасти производ вектора брзине и јединичног вектора у смеру помераја:
{\displaystyle {\boldsymbol {v}}_{T}={\boldsymbol {\vec {v}}}\cdot {\frac {\boldsymbol {\vec {r}}}{|{\boldsymbol {\vec {r}}}\,|}}={\boldsymbol {\vec {v}}}\cdot {\boldsymbol {\hat {r}}},}
где је {\displaystyle {\boldsymbol {\vec {r}}}} вектор положаја.
Интензитет нормалне брзине је векторски производ вектора брзине и јединичног вектора у смеру помераја, или — производ интензитета угаоне брзине {\displaystyle {\boldsymbol {\omega }}} и интензитета вектора положаја:
{\displaystyle {\boldsymbol {v}}_{N}={\boldsymbol {\vec {v}}}\times {\frac {\boldsymbol {\vec {r}}}{|{\boldsymbol {\vec {r}}}\,|}}={\boldsymbol {\vec {v}}}\times {\boldsymbol {\hat {r}}}={\frac {|{\boldsymbol {\vec {v}}}\times {\boldsymbol {\vec {r}}}\,|}{\boldsymbol {\vec {r}}}}={\boldsymbol {\omega }}\cdot |{\boldsymbol {\vec {r}}}\,|={\boldsymbol {\omega }}\cdot {\boldsymbol {r}},}
тако да је:
{\displaystyle {\boldsymbol {\omega }}={\frac {|{\boldsymbol {v}}\times {\boldsymbol {\vec {r}}}\,|}{|{\boldsymbol {\vec {r}}}\,|^{2}}}.}
Угаони момент у скаларном облику је производ масе, положаја (удаљености од исходишта) и нормалне брзине, или еквивалентно — производ масе, квадрата положајa и интензитета угаоне брзине:
{\displaystyle {\boldsymbol {L}}=m\cdot {\boldsymbol {r}}\cdot {\boldsymbol {v}}_{T}=m\cdot {\boldsymbol {r}}^{2}\cdot {\boldsymbol {\omega }},}
где је {\displaystyle m} маса, a {\displaystyle {\boldsymbol {r}}=|{\boldsymbol {\vec {r}}}\,|} интензитет вектора положаја.
Израз {\displaystyle \ m{\boldsymbol {r}}^{2}\ } је познат под именом момент инерције.
Ако су силе у радијалном смеру само у обрнутој квадратној зависности, као што је то случај са гравитационом орбитом, угаони момент је константан, а нормална брзина обрнуто пропорционална удаљености, угаона брзина обрнуто пропорционална квадрату удаљености, а извод по којем је површина вађена је константан. Ове релације су познате као Кеплерови закони планетарног кретања.